# وکرینگ
وکرینگ (به فرانسوی: Veckring) یک کمون در فرانسه است که در Canton of Metzervisse واقع شده‌است.

## خصوصیات
وکرینگ ۶٫۶۵ کیلومترمربع مساحت و ۶۸۷ نفر جمعیت دارد و ۳۰۰ متر بالاتر از سطح دریا واقع شده‌است.